# Saison 2006 de l'équipe cycliste Crédit agricole
L'Équipe cycliste Crédit agricole participait en 2006 au ProTour.

## Effectif
| Cycliste            | Date de naissance | Nationalité      | Équipe 2005        |
| ------------------- | ----------------- | ---------------- | ------------------ |
| Francesco Belloti   | 06-08-1979        | Italie           |                    |
| László Bodrogi      | 11-12-1976        | Hongrie          |                    |
| William Bonnet      | 25-06-1982        | France           | Auber 93           |
| Alexandre Botcharov | 26-02-1975        | Russie           |                    |
| Pietro Caucchioli   | 28-08-1975        | Italie           |                    |
| Anthony Charteau    | 04-06-1979        | France           | Bouygues Telecom   |
| Julian Dean         | 28-01-1975        | Nouvelle-Zélande |                    |
| Christophe Edaleine | 01-11-1979        | France           | Cofidis            |
| Jimmy Engoulvent    | 07-12-1979        | France           | Cofidis            |
| Dmitriy Fofonov     | 15-08-1976        | Kazakhstan       | Cofidis            |
| Patrice Halgand     | 02-03-1974        | France           |                    |
| Sébastien Hinault   | 11-02-1974        | France           |                    |
| Jonathan Hivert     | 23-03-1985        | France           | néo-pro            |
| Thor Hushovd        | 18-01-1978        | Norvège          |                    |
| Mads Kaggestad      | 22-02-1977        | Norvège          |                    |
| Jaan Kirsipuu       | 17-07-1969        | Estonie          |                    |
| Christophe Le Mével | 11-09-1980        | France           |                    |
| Cyril Lemoine       | 03-03-1983        | France           |                    |
| Kilian Patour       | 20-09-1982        | France           |                    |
| Jean-Marc Marino    | 15-08-1983        | France           | néo-pro            |
| Rémi Pauriol        | 04-04-1982        | France           | néo-pro            |
| Benoît Poilvet      | 27-08-1976        | France           |                    |
| Sébastien Portal    | 04-06-1982        | France           |                    |
| Saul Raisin         | 06-01-1983        | États-Unis       |                    |
| Mark Renshaw        | 22/10/1982        | Australie        | Française des jeux |
| Yannick Talabardon  | 06-07-1981        | France           |                    |
| Nicolas Vogondy     | 08-08-1977        | France           |                    |

## Victoires
| Victoires | Victoires                                             | Victoires | Victoires | Victoires         | Victoires |
| Date      | Course                                                | Pays      | Classe    | Vainqueur         |           |
| --------- | ----------------------------------------------------- | --------- | --------- | ----------------- | --------- |
| 2 fév.    | 2e étape de l'Étoile de Bessèges                      | France    | 2.1       | Jaan Kirsipuu     |           |
| 5 fév.    | 5e étape de l'Étoile de Bessèges                      | France    | 2.1       | Jaan Kirsipuu     |           |
| 5 fév.    | 3e étape du Tour de Langkawi                          | Malaisie  | 2.HC      | Saul Raisin       |           |
| 9 fév.    | étape du Tour méditerranéen cycliste professionnel    | France    | 2.1       | Crédit agricole   |           |
| 10 fév.   | 8e étape du Tour de Langkawi                          | Malaisie  | 2.HC      | Sébastien Hinault |           |
| 11 mars   | 4e étape, Tirreno-Adriatico                           | Italie    | 2.PT      | Thor Hushovd      |           |
| 5 avr.    | Gand-Wevelgem                                         | Belgique  | 1.PT      | Thor Hushovd      |           |
| 16 avr.   | Tro Bro Leon                                          | France    | 1.1       | Mark Renshaw      |           |
| 14 mai    | 4e étape du Tour de Picardie                          | France    | 2.1       | Sébastien Hinault |           |
| 17 mai    | 3e étape du Tour de Catalogne                         | Espagne   | 2.PT      | Thor Hushovd      |           |
| 11 juin   | 7e étape, Critérium du Dauphiné libéré                | France    | 2.PT      | Thor Hushovd      |           |
| 18 juin   | 4e étape, Route du Sud                                | France    | 2.1       | Patrice Halgand   |           |
| 22 juin   | Championnat de Hongrie du contre-la-montre            | Hongrie   | CN        | László Bodrogi    |           |
| 23 juin   | Championnat d'Estonie du contre-la-montre             | Estonie   | CN        | Jaan Kirsipuu     |           |
| 25 juin   | Championnat de Hongrie de cyclisme sur route          | Hongrie   | CN        | László Bodrogi    |           |
| 1 juill.  | Prologue du Tour de France                            | France    | 2.PT      | Thor Hushovd      |           |
| 8 juill.  | 6e étape du Tour d'Autriche                           | Autriche  | 2.1       | László Bodrogi    |           |
| 23 juill. | 20e étape du Tour de France                           | France    | 2.PT      | Thor Hushovd      |           |
| 30 juill. | Polynormande                                          | France    | 1.1       | Anthony Charteau  |           |
| 9 août    | 4e étape du Tour de l'Ain                             | France    | 2.1       | Patrice Halgand   |           |
| 18 août   | 4e étape du Tour du Limousin                          | France    | 2.1       | Sébastien Hinault |           |
| 20 août   | Châteauroux Classic de l'Indre                        | France    | 1.1       | Nicolas Vogondy   |           |
| 25 août   | 4eb étape du Tour du Poitou-Charentes et de la Vienne | France    | 2.1       | Nicolas Vogondy   |           |
| 31 août   | 6e étape du Tour d'Espagne                            | Espagne   | 2.PT      | Thor Hushovd      |           |

## Classements UCI ProTour

### Individuel
| Rang | Coureur             | Points |
| ---- | ------------------- | ------ |
| 11   | Thor Hushovd        | 124    |
| 63   | Alexandre Botcharov | 40     |
| 98   | Pietro Caucchioli   | 21     |
| 116  | Patrice Halgand     | 12     |
| 166  | Dmitriy Fofonov     | 4      |
| 184  | László Bodrogi      | 2      |
| 186  | Julian Dean         | 2      |

### Équipe
L'équipe Crédit agricole a terminé à la 11e place avec 253 points.

## Classements en Coupe de France

### Individuel
| Rang | Coureur             | Points |
| ---- | ------------------- | ------ |
| 9    | Mark Renshaw        | 64     |
| 12   | Anthony Charteau    | 53     |
| 21   | Pietro Caucchioli   | 35     |
| 23   | Thor Hushovd        | 35     |
| 26   | Sébastien Hinault   | 31     |
| 28   | William Bonnet      | 28     |
| 46   | Rémi Pauriol        | 16     |
| 48   | Dmitriy Fofonov     | 16     |
| 51   | Alexandre Botcharov | 14     |
| 55   | Jaan Kirsipuu       | 12     |
| 65   | Jimmy Engoulvent    | 6      |
| 68   | Cyril Lemoine       | 6      |

### Équipe
L'équipe Crédit agricole a terminé à la 3e place avec 93 points.